# Recchara
× Recchara, (abreviado Recc) en el comercio, es un híbrido intergenérico entre los géneros de orquídeas Brassavola × Cattleya × Laelia × Schomburgkia. Fue publicado en Orchid Rev. 7: 165 (1950).